# 2. Międzynarodowy Festiwal Filmowy w Berlinie
Nagrody rozdane na festiwalu filmowym w Berlinie w roku 1952
| Nagroda (kategoria) | Film                    | Reżyseria       | Kraj            |
| ------------------- | ----------------------- | --------------- | --------------- |
| Złoty Niedźwiedź    | Ona tańczyła jedno lato | Arne Mattsson   | Szwecja         |
| Srebrny Niedźwiedź  | Fanfan Tulipan          | Christian-Jaque | Francja         |
| Brązowy niedźwiedź  | Płacz, ukochany kraju   | Zoltán Korda    | Wielka Brytania |

## Jury
W latach 1952–1955 nagrody były wręczane osobom wybranym przez publiczność.